# Girolamo de Rada

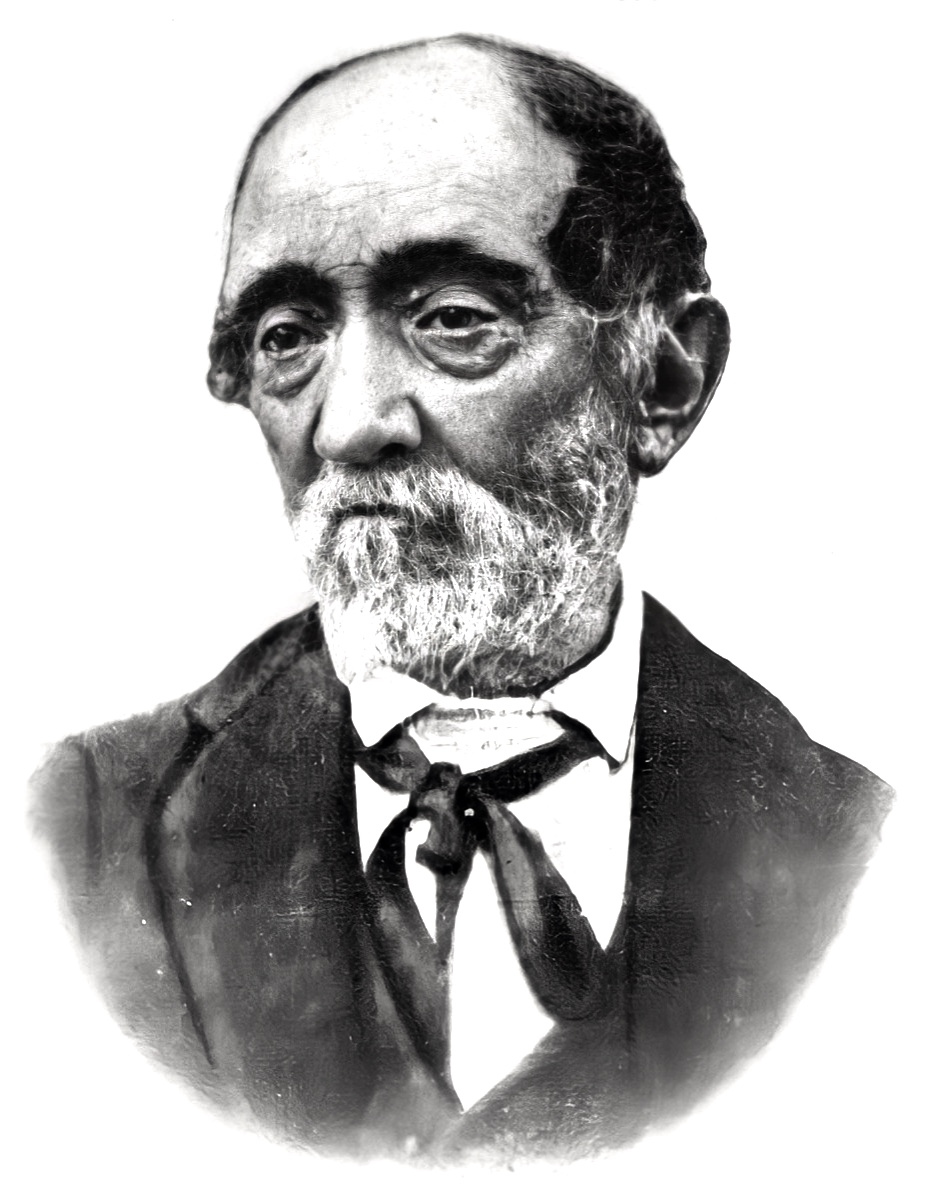
Girolamo de Rada (vor 1903)

Girolamo de Rada (in Albanien als Jeronim de Rada bekannt; * 19. November 1814; † 1903) war ein albanisch-italienischer (Arbëresh) Schriftsteller.

## Leben

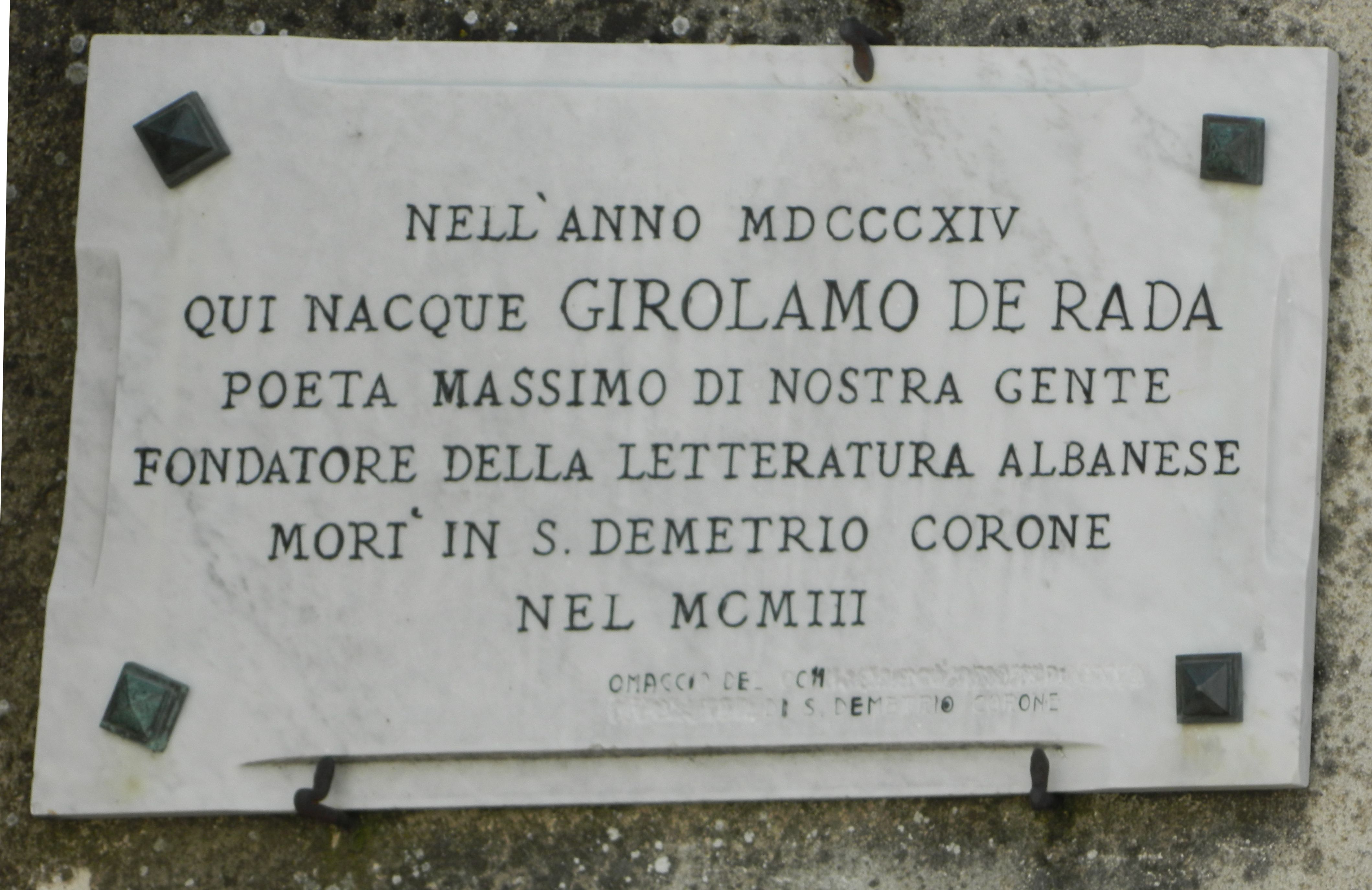
Gedenktafel am Geburtshaus von Girolamo De Rada

De Rada wurde als Sohn eines Papas' der Italo-albanischen Kirche in Macchia Albanese, einer Fraktion von San Demetrio Corone (Kalabrien) geboren. Er besuchte das Collegio Italo-Albanese di Sant'Adriano (Italo-albanisches Internat Sant'Adriano) in San Demetrio Corone und studierte dann auf Wunsch seines Vaters ab 1834 in Neapel Jura. Früh erwachte sein Interesse für Literatur und die albanische Folklore, so dass er Lieder und Gedichte der Arbëresh sammelte. 
1836 veröffentlichte de Rada sein erstes größeres Werk aus eigener Feder. Es handelte sich um die Këngët e Milosaos („Die Lieder des Milosao“), in der de Rada die Liebesgeschichte eines gewissen Milosao, der im 15. Jahrhundert Sohn eines Fürsten von Shkodra gewesen sein soll, mit Rina, Tochter eines Schafhirten, erzählt. Für dieses Poem hatte er sich von der albanischen Volkspoesie inspirieren lassen. Bald darauf musste de Rada sein Jurastudium wegen einer in Neapel ausgebrochenen Cholera-Epidemie unterbrechen und er kehrte nach Kalabrien zurück.
Bei seinen bald folgenden Veröffentlichungen verarbeitete er wiederum legendenhafte Stoffe aus der mittelalterlichen albanischen Geschichte. 1839 erschien die erste Version der Canti storici albanesi di Serafina Thopia, moglie del principe Nicola Ducagino („Historische albanische Lieder der Serafina Thopia, Gattin des Fürsten Nikola Dukagjin“) und Skënderbeu i pafat („Der unglückliche Skanderbeg“).

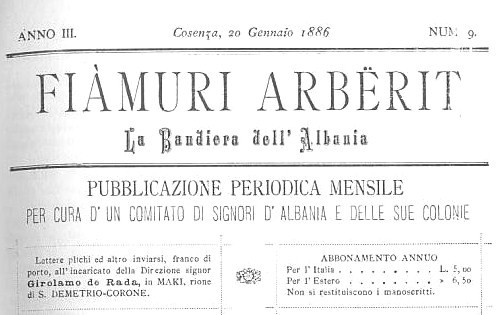
Ausgabe von Fiamuri i Arbërit vom 20. Januar 1886

In dieser Zeit geriet de Rada mehrfach in Konflikt mit den bourbonischen Behörden des Königreichs Neapel, weil er in seinen Werken Sympathie mit der liberalen italienischen Nationalbewegung Risorgimento bekundet hätte. Und tatsächlich fühlte er sich dem italienischen Liberalismus geistig verbunden. 1846 veröffentlichte de Rada I Numidi („Die Numidier“), eine italienischsprachige historische Tragödie, die er 50 Jahre später auch zu einem Bühnenstück umarbeitete. Im Revolutionsjahr 1848 gründete der Schriftsteller die Zeitung L'Albanese d'Italia, eine zweisprachige italienisch-albanische Publikation, und die erste Zeitung überhaupt, in der albanischsprachige Artikel abgedruckt wurden (Fiamuri i Arbërit).

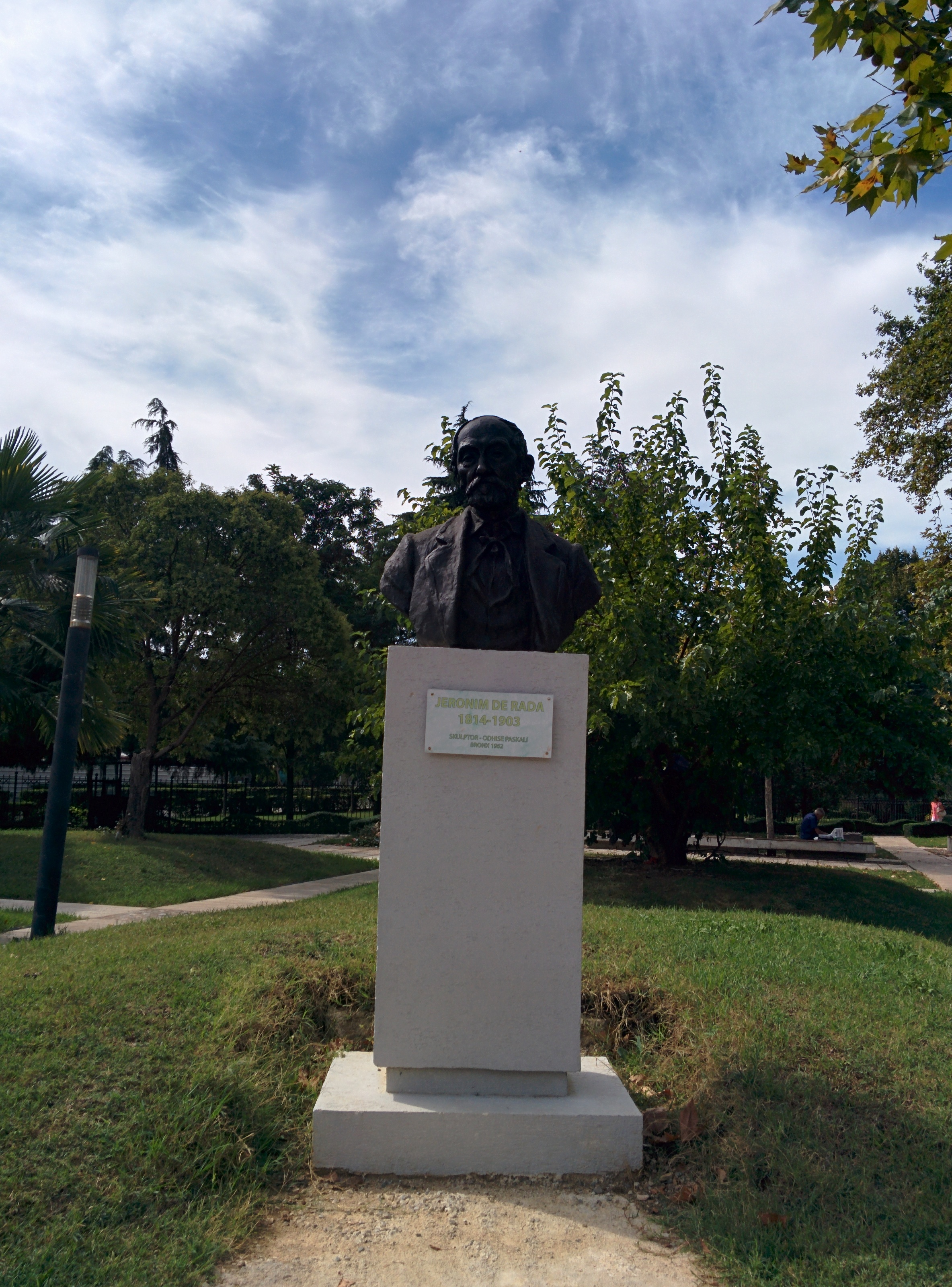
Jeronim De Rada Denkmal in Tirana

Indem de Rada auf historische Stoffe Albaniens aus der vorosmanischen Zeit zurückgriff, wurde er einer der geistigen Wegbereiter der albanischen Unabhängigkeitsbewegung im frühen 20. Jahrhundert. Nicht zuletzt deshalb galt er den Albanern immer als einer ihrer bedeutendsten Schriftsteller. Der Autor selbst aber hat Albanien nie besucht.

## Werke
- Poesie albanesi del secolo XV. Canti di Milosao, figlio del despota di Scutari (albanisch Këngët e Milosao, 1836).
- Canti storici albanesi di Serafina Thopia, moglie del principe Nicola Ducagino (Neapel 1839);
- I Numidi (ebenda 1846).
- L’Albanese d’Italia. Giornale Politico Morale Letterario, Neapel 1848, präsentiert als anastatischer Nachdruck von Francesco Altimari, Soveria Mannelli 2014.
- Opera Omnia di Girolamo De Rada. 3 Bde. 2006. ISBN 88-498-1476-3 (moderne alb.-ital. Werkausgabe).